# União das Freguesias de Castrelos e Carrazedo
Die União das Freguesias de Castrelos e Carrazedo ist eine portugiesische Gemeinde (Freguesia) im Kreis (Concelho) Bragança, Distrikt Bragança, im Nordosten Portugals.

## Geschichte
Die Gemeinde entstand im Zuge der Gebietsreform vom 29. September 2013 durch die Zusammenlegung der ehemaligen Gemeinden Castrelos und Carrazedo.
Carrazedo wurde Sitz der neuen Verwaltung.

## Demographie
| Freguesia | Freguesia             | Freguesia | Freguesia       | ehemalige Freguesias | ehemalige Freguesias | ehemalige Freguesias | ehemalige Freguesias |
| --------- | --------------------- | --------- | --------------- | -------------------- | -------------------- | -------------------- | -------------------- |
| Wappen    | Freguesia             | Einwohner | Fläche in (km²) | Wappen               | Freguesia            | Einwohner            | Fläche in (km²)      |
|           | Castrelos e Carrazedo | 214       | 50,53           |                      | Castrelos            | 124                  | 19,03                |
|           | Castrelos e Carrazedo | 214       | 50,53           | Carrazedo            | 114                  | 31,5                 |                      |